# Juande Ramos
Juan de la Cruz Ramos Cano, más conocido como Juande Ramos (Pedro Muñoz, Ciudad Real, 25 de septiembre de 1954) es un exfutbolista y entrenador español. Actualmente está sin equipo.

## Trayectoria

### Como jugador
Aunque nació en la Provincia de Ciudad Real, desde los 8 años vivió en Elche (Alicante), donde inició su carrera como futbolista, jugando de centrocampista. Con el Elche C. F. militó cuatro temporadas en la Primera División, en las que jugó tan solo tres partidos.

### Como entrenador

#### Inicios
Fue también en las categorías inferiores del Elche C. F. donde inició su carrera como entrenador. Estuvo un año al frente de los juveniles. Luego, durante dos temporadas, dirigió al filial franjiverde, el Ilicitano, en Tercera División, y fue también segundo entrenador del primer equipo, que entonces militaba en Segunda División.
En 1992 saltó a Segunda B al regresar al C. D. Alcoyano, donde ya había militado como futbolista. Tras dos campañas, la temporada 1994-95 se puso al frente del Levante U. D., también de Segunda B. Con el club valenciano quedó campeón de grupo, aunque no logró el ascenso a Segunda División en la liguilla de promoción.
La siguiente temporada dio un nuevo salto de categoría y fichó por el C. D. Logroñés, de Segunda División, equipo al que logró ascender a la máxima categoría. El éxito hizo que el F. C. Barcelona le contratase para dirigir a su filial, el Barcelona "B", en Segunda División. Sin embargo, Juande abandonó el cargo un año después, tras consumarse el descenso de categoría.
Tras pasar una temporada en la Unió Esportiva Lleida, a la que dejó a las puertas de la promoción a Primera División, se incorporó al Rayo Vallecano de Madrid.

#### Rayo Vallecano
Sus tres temporadas al frente del Rayo Vallecano coincidieron probablemente con los mayores éxitos logrados por el club madrileño. En su primer año en Vallecas, el equipo logró ascender a Primera División. En la temporada 1999-00, consiguió la mejor clasificación histórica del Rayo en Primera División hasta entonces, un noveno puesto. Además, el conjunto rayista logró clasificarse por primera vez para la Copa de UEFA, competición a la que fue invitado por su fair play. En la temporada siguiente, el Rayo empezó liderando la liga, otro éxito sin precedentes en su historia, aunque finalmente terminó el torneo en decimocuarta posición. En la Copa de la UEFA el equipo dirigido por Juande alcanzó los cuartos de final, tras eliminar a equipos como el Girondins de Burdeos y endosar un 16-0 al equipo andorrano de Constel·lació Esportiva, pasando a ser el equipo español con la mayor goleada en un partido europeo.

#### Real Betis
En junio de 2001 cerró su etapa en Vallecas y firmó por el Real Betis Balompié, donde permaneció una temporada. Logró que el equipo verdiblanco, que acababa de ascender a Primera División, se clasificase para la Copa de la UEFA al terminar la Liga en 5.º lugar.

#### R. C. D. Espanyol
Pasó efímeramente por el R. C. D. Espanyol en la temporada 2002-03, al ser destituido tras cinco jornadas de liga, dejando al conjunto blanquiazul en la última posición de la clasificación.

#### Málaga C. F.
Durante la campaña 2003-04, entrenó al Málaga C. F., al que llevó al 10.º puesto en el campeonato. Sin embargo, decidió abandonar el banquillo de La Rosaleda.

#### Sevilla F. C.
Tras un año sin entrenar, firmó por el Sevilla F. C., en el que logró algunos de los mayores éxitos de la historia del club.
En el curso 2005-06, conquistó el primer título europeo para el Sevilla F. C., al ganar la Copa de la UEFA; y posteriormente, en el mismo año, también ganó la Supercopa de Europa frente al F. C. Barcelona, al que batió por 3 a 0.

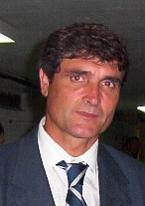
Juande Ramos.

En 2006, fue candidato para el premio de mejor entrenador del año según la IFFHS y el Sevilla F. C. fue escogido por la IFFHS como mejor equipo del mundo de ese año y el posterior.
El 28 de febrero de 2007, durante la disputa del derbi de Copa del Rey Betis-Sevilla F. C., fue golpeado por una botella de plástico semivacía arrojada desde la zona de preferencia del estadio Manuel Ruiz de Lopera. El partido fue suspendido y Juande fue trasladado a una clínica privada en la que permaneció ingresado hasta el día siguiente.
En la campaña 2006-07, ganó la segunda Copa de la UEFA y la Copa del Rey. Además llevó al Sevilla F. C. a la tercera posición en la Liga, igualando su mejor actuación desde la temporada 1969-70.
La temporada 2007-08 empezó con la primera Supercopa de España del equipo sevillista, al ganar al Real Madrid; y logró la clasificación para la fase de grupos de la Liga de Campeones de la UEFA, también por vez primera en la historia de este club.
Sin embargo, el 26 de octubre de 2007, de forma inesperada, rescindió unilateralmente su contrato con el Sevilla F. C. para aceptar una oferta millonaria del Tottenham Hotspur de la Premier League, que le convirtió en el entrenador de fútbol mejor pagado del mundo.

#### Tottenham Hotspur
El 24 de febrero de 2008, apenas cuatro meses después de firmar con los ingleses, llevó al equipo a conquistar la Carling Cup, siendo el primer título para los Spurs en nueve años. En la Premier League, sacó al elenco londinense de los últimos puestos y lo llevó a la permanencia, finalizando 11.º con 46 puntos. No obstante, los malos resultados al comienzo de la temporada 2008-09, consecuencia de grandes discrepancias y enfrentamientos entre él y sus propios jugadores, hicieron que fuera despedido del Tottenham el 26 de octubre de 2008.

#### Real Madrid
El 9 de diciembre de 2008, fue nombrado entrenador del Real Madrid, en sustitución de Bernd Schuster, con un contrato hasta final de esa temporada. El fichaje se produjo un día antes del partido de Champions League ante el Zenit de San Petersburgo y cuatro antes del Clásico ante el F. C. Barcelona en el Camp Nou. En su presentación el entrenador manchego aseguró que "es el sueño de todo entrenador fichar por el Real Madrid".
Tuvo un debut positivo al ganar por 3-0 al Zenit, pero perdió contra el Barcelona por 2-0. Sin embargo, luego sumó 10 victorias consecutivas en el Campeonato Nacional de Liga, firmando la mejor racha del conjunto blanco en los anteriores 46 años, superando a Luis Molowny y solo por detrás del mítico Miguel Muñoz, que en la temporada 1962-63 obtuvo once triunfos y en la 1960-61 marcó el récord de 15 victorias consecutivas, sólo siendo superado por el Barcelona con 16 victorias en la temporada 2010-11. Personalmente, Juande se acercó a su récord personal de 13 triunfos obtenido en el Levante U. D. la temporada 1994-95 en el grupo III de la Segunda División B. Sin embargo, a pesar de a estos buenos números, las derrotas en la Liga (2-6 contra el Barcelona) y en la Champions (4-0 ante el Liverpool F. C.) le privaron de títulos y comprometían su futuro en el club.
El 1 de junio de 2009, se confirmó que su sucesor para entrenar al Real Madrid sería Manuel Pellegrini.

#### CSKA de Moscú
El técnico manchego sustituyó a Zico en el banquillo moscovita en septiembre de 2009, pero solo estuvo al frente del conjunto ruso un mes y medio, dejando al equipo sexto a diez puntos del líder.

#### Dnipro Dnipropetrovsk
En 2010, se incorpora al F. C. Dnipro Dnipropetrovsk. Abandonó el club ucraniano tras cuatro años en su banquillo, alegando motivos familiares, después de llevar al equipo al subcampeonato en la Liga.

#### Málaga C. F.
El 27 de mayo de 2016, fue presentado como nuevo entrenador malaguista, en la que sería su segunda etapa como entrenador del club de Martiricos, firmando un contrato de tres años. Siete meses después, el 27 de diciembre, el club anunció de forma oficial que no iba a continuar en el banquillo, dejando al equipo andaluz como 11.º clasificado tras 16 jornadas de Liga.

## Clubes

### Como jugador
| Club           | País   | Año       |
| -------------- | ------ | --------- |
| Elche C. F.    | España | 1974-1977 |
| C. D. Alcoyano | España |           |
| Linares C. F.  | España |           |
| C. D. Eldense  | España |           |
| Alicante C. F. | España |           |
| C. D. Denia    | España | 1990      |

### Como entrenador
| Club                        | País       | Año         | P   | PG  | PE  | PP  | % v.   |
| --------------------------- | ---------- | ----------- | --- | --- | --- | --- | ------ |
| Ilicitano                   | España     | 1990-1992   |     |     |     |     |        |
| C. D. Alcoyano              | España     | 1992-1994   | 76  | 24  | 26  | 26  | 42.98  |
| Levante U. D.               | España     | 1994-1995   | 46  | 24  | 14  | 8   | 62.32  |
| C. D. Logroñés              | España     | 1995-1996   | 42  | 21  | 10  | 11  | 57.94  |
| Barcelona "B"               | España     | 1996-1997   | 38  | 7   | 13  | 18  | 29.82  |
| U. E. Lleida                | España     | 1997-1998   | 46  | 20  | 10  | 16  | 50.72  |
| Rayo Vallecano              | España     | 1998-2001   | 146 | 59  | 43  | 44  | 50.23  |
| Real Betis                  | España     | 2001-2002   | 39  | 15  | 14  | 10  | 50.43  |
| R. C. D. Español            | España     | 2002        | 6   | 0   | 1   | 5   | 5.56   |
| Málaga C. F.                | España     | 2003-2004   | 42  | 17  | 7   | 18  | 46.03  |
| Sevilla F. C.               | España     | 2005-2007   | 133 | 76  | 27  | 30  | 63.91  |
| Tottenham Hotspur           | Inglaterra | 2007-2008   | 54  | 19  | 16  | 19  | 45.06  |
| Real Madrid                 | España     | 2008-2009   | 27  | 18  | 1   | 8   | 67.9   |
| PFC CSKA Moscú              | Rusia      | 2009        | 9   | 4   | 1   | 4   | 48.15  |
| F. C. Dnipro Dnipropetrovsk | Ucrania    | 2010 - 2014 | 139 | 80  | 29  | 30  | 64.51  |
| Málaga C. F.                | España     | 2016        | 18  | 5   | 6   | 7   | 38.89  |
| Total                       | Total      | Total       | 861 | 389 | 218 | 254 | 53.62% |

## Palmarés

### Como entrenador

#### Torneos nacionales
| Título              | Club              | Lugar      | Año  |
| ------------------- | ----------------- | ---------- | ---- |
| Copa del Rey        | Sevilla           | España     | 2007 |
| Supercopa de España | Sevilla           | España     | 2007 |
| Football League Cup | Tottenham Hotspur | Inglaterra | 2008 |

#### Torneos internacionales
| Título              | Club    | Sede      | Año  |
| ------------------- | ------- | --------- | ---- |
| Copa de la UEFA     | Sevilla | Eindhoven | 2006 |
| Supercopa de Europa | Sevilla | Mónaco    | 2006 |
| Copa de la UEFA     | Sevilla | Glasgow   | 2007 |

## Reconocimientos

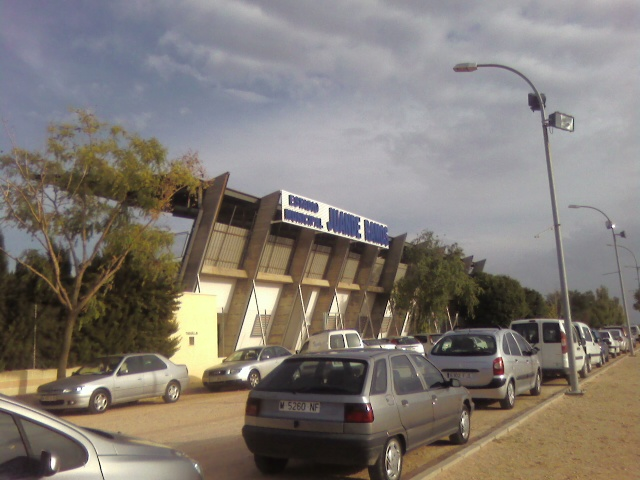
Estadio municipal Juande Ramos en su localidad natal: Pedro Muñoz.

- Premio al mejor entrenador del año de la Federación de Asociaciones de Periodistas Deportivos de Andalucía (2006).
- El 24 de marzo de 2007 recibe un homenaje de su pueblo, Pedro Muñoz, y su estadio municipal lleva desde entonces el nombre de Juande Ramos.
- En la temporada 2006-07 es galardonado junto a Marcelino García Toral  con el Trofeo Miguel Muñoz por su temporada con el Sevilla F.C.